# Torneo de Montpellier 2024
El Open Sud de France 2024 fue un evento de tenis profesional de la categoría ATP 250 que se jugó en pistas duras. Se trató de la 37.a edición del torneo que formó parte del ATP Tour 2024. Se disputó en Montpellier, Francia del 29 de enero al 4 de febrero de 2024 en el Sud de France Arena.

## Distribución de puntos
| Modalidad            | Campeón | Finalista | Semifinales | Cuartos de final | 2ª ronda | 1ª ronda | Clasificados | 2ª ronda de clasificación | 1ª ronda de clasificación |
| Individual masculino | 250     | 165       | 100         | 50               | 25       | 0        | 13           | 7                         | 0                         |
| Dobles masculino     | 250     | 150       | 90          | 45               | 20       | 0        | -            | -                         | -                         |

## Cabezas de serie

### Individuales masculino
| Tenista               | Ranking | Preclasificado |
| Holger Rune           | 8       | 1              |
| Aleksandr Búblik      | 27      | 2              |
| Félix Auger-Aliassime | 30      | 3              |
| Borna Ćorić           | 40      | 4              |
| Andy Murray           | 44      | 5              |
| Alexander Shevchenko  | 48      | 6              |
| Alexandre Müller      | 73      | 7              |
| Gaël Monfils          | 76      | 8              |

- Ranking del 15 de enero de 2024.[2]

### Dobles masculino
| Tenistas                                 | Ranking | Preclasificado |
| Sadio Doumbia Fabien Reboul              | 71      | 1              |
| Julian Cash Robert Galloway              | 96      | 2              |
| Lloyd Glasspool Henry Patten             | 104     | 3              |
| Albano Olivetti Tristan-Samuel Weissborn | 109     | 4              |

## Campeones

### Individual masculino
Aleksandr Búblik venció a  Borna Ćorić por 5-7, 6-2, 6-3

### Dobles masculino
Sadio Doumbia /  Fabien Reboul vencieron a  Albano Olivetti /  Tristan-Samuel Weissborn por 6-7(5-7), 6-4, [10-6]